# Parasuphalomitus
Parasuphalomitus är ett släkte av insekter. Parasuphalomitus ingår i familjen fjärilsländor.
Kladogram enligt Catalogue of Life:
| Parasuphalomitus | \| \| Parasuphalomitus houstoni \| \| \| \| \| \| Parasuphalomitus macinnesi \| \| \| \| |
|                  | \| \| Parasuphalomitus houstoni \| \| \| \| \| \| Parasuphalomitus macinnesi \| \| \| \| |
|                  | Parasuphalomitus houstoni                                                                |
|                  |                                                                                          |
|                  | Parasuphalomitus macinnesi                                                               |
|                  |                                                                                          |